# Police Pirišće
Police Pirišće – wieś w Chorwacji, w żupanii karlowackiej, w mieście Ozalj. W 2011 roku liczyła 81 mieszkańców.